# Pelota op de Olympische Zomerspelen 1992
Pelota was op de Olympische Zomerspelen van 1992 in Barcelona een demonstratiesport. De sport stond voor de vierde keer op het olympisch programma en voor de derde keer als demonstratiesport. De wedstrijden werden gehouden van 25 juli tot en met 5 augustus in het olympisch gebied bij La Vall d'Hebron, met uitzondering van het Frontenis dat in het Fronto Colom aan de Ramblas plaats had. Aan elk onderdeel deden de vier beste landen van de wereldkampioenschappen pelota van 1990 in Cuba. Omdat de Verenigde Staten van deelname aan het olympisch pelotaprogramma, werd indien nodig het land toegevoegd dat op de WK vijfde was geëindigd. Voor het eerst werd een wedstrijd voor vrouwen georganiseerd.

## Onderdelen
Elke toernooi bestond uit een voorronde waarin elk land een keer tegen elk ander land speelde. De nummers 1 en 4 speelden vervolgens de ene halve finale, de nummers 2 en 3 de andere. Uitgezonderd was het Jai alai waar in de voorronde elk land elkaar twee keer trof.
| Rang   | Spelers                                                             | Land       |
| ------ | ------------------------------------------------------------------- | ---------- |
| Goud   | Juan Compañon Josu Mugartegui Alejandro Celaya Andoni Oianguren     | Spanje     |
| Zilver | Pierre Bordes Philippe Etcheberry Pierre Etchalus Michel Ahadoberry | Frankrijk  |
| Brons  | Francesco Valdes Juan Valdes Xavier Ugartechea                      | Mexico     |
| 4      | Michael Garlit Pablo Garlit Neil Agbayani                           | Filipijnen |

| Rang   | Spelers                                          | Land       |
| ------ | ------------------------------------------------ | ---------- |
| Goud   | Edgar Salazar Jaime Salazar                      | Mexico     |
| Zilver | Ricardo Gonzalez Manuel Anduiza                  | Cuba       |
| Brons  | Ferran Velasco Pedro Fite Ricardo Font Jose Roig | Spanje     |
| 4      | Alejandro Garcia de la Vega Luis Cimadamore      | Argentinië |

| Rang   | Spelers                                       | Land      |
| ------ | --------------------------------------------- | --------- |
| Goud   | Rosa Flores Miriam Muñoz                      | Mexico    |
| Zilver | Navarrete Palacios Ortiz Martinez             | Spanje    |
| Brons  | Patricia Sabalza Marie Rollet Sophie Claverie | Frankrijk |
| 4      | Martha Dominguez Haymed Valdes                | Cuba      |

| Rang   | Spelers                                                                | Land      |
| ------ | ---------------------------------------------------------------------- | --------- |
| Goud   | Horacio Saldaña Raul Saldaña Pedro Santamaria Alfredo Zea              | Mexico    |
| Zilver | Oskar Goñi Joaquin Larrañaga Miguel Choperena Jesus Ruiz               | Spanje    |
| Brons  | Rene Muscarditz Pascal Cotabarren Etienne Sallaberry Jean Pierre Falxa | Frankrijk |
| 4      | Eusebio López Jose Quesada                                             | Cuba      |

| Rang   | Spelers                                                                  | Land       |
| ------ | ------------------------------------------------------------------------ | ---------- |
| Goud   | F. Elortondo Fernando Abadia Ricardo Bizzozero                           | Argentinië |
| Zilver | Fernando Mendiluce Luis Altadill Javier Ubanell Pedro Egaña              | Spanje     |
| Brons  | Carlito Arenas Jean-Luc Cambos Christophe Cazemayor Jean-Marc Petrissans | Frankrijk  |
| 4      | Jorge Tourreilles Horacio Guichon Sergio Cuitiño Esteban Fagalde         | Uruguay    |

| Rang   | Spelers                                                   | Land       |
| ------ | --------------------------------------------------------- | ---------- |
| Goud   | Eduardo Ross Reinaldo Ross Gerardo Romano Juan Miró       | Argentinië |
| Zilver | Patrick Lissar Marc Lasalle Gabriel Amadoz                | Frankrijk  |
| Brons  | Miguel Irizar Juan Pagoaga Miguel Sagarzazu Mikel Eguinoa | Spanje     |
| 4      | Laureano Barreiro Gustavo Hernandez Carlos Buzzo          | Uruguay    |

| Rang   | Spelers                            | Land      |
| ------ | ---------------------------------- | --------- |
| Goud   | Ruben Beloki Jon Baceta            | Spanje    |
| Zilver | Philippe Hirigoyen Bernard Muguida | Frankrijk |
| Brons  | Jose Quesada Eusebio López         | Cuba      |
| 4      | Luis Izquierdo Rafael Texcalpa     | Mexico    |

| Rang   | Spelers                                                           | Land      |
| ------ | ----------------------------------------------------------------- | --------- |
| Goud   | Iñaki Lujambio Alfredo Valerdiaguirre Jose Balanza Juan Fernández | Spanje    |
| Zilver | Pascal Juzan Daniel Mutuberria Martin Bergara Roger Espil         | Frankrijk |
| Brons  | Francisco Vera Pedro Olivos Luis Izquierdo                        | Mexico    |
| 4      | Kemen Bilbao Miklos Vidal Iker Odriozola Unai Arrue               | Venezuela |

| Rang   | Spelers                                                      | Land       |
| ------ | ------------------------------------------------------------ | ---------- |
| Goud   | Juan Garcia Luis Tejada Miguel Uros Oscar Insausti           | Spanje     |
| Zilver | Fernando Iniestra Jose Musi Pedro Aguirre Luis Mercadillo    | Mexico     |
| Brons  | Guillermo Filippo Carlos Huete Gustavo Canut F. Elortondo    | Argentinië |
| 4      | Thierry Lerchundi Bruno Paul Frederic Ulian Jean-Marc Bonnet | Frankrijk  |

| Rang   | Spelers                                                     | Land      |
| ------ | ----------------------------------------------------------- | --------- |
| Goud   | Daniel Garcia Ricardo Gárrido Pedro Hernández Rafael Araujo | Spanje    |
| Zilver | Fernando Iniestra Roberto Iniestra Jose Musi Arturo Medina  | Mexico    |
| Brons  | Ricardo González Ismael González                            | Cuba      |
| 4      | Joseph Aguerre Jean Garra Francois Prat Thierry Bordes      | Frankrijk |

## Medaillespiegel
| rang   | land       | goud | zilver | brons | totaal |
| ------ | ---------- | ---- | ------ | ----- | ------ |
| 1      | Spanje     | 5    | 3      | 2     | 10     |
| 2      | Mexico     | 3    | 2      | 2     | 7      |
| 3      | Argentinië | 2    | 0      | 1     | 3      |
| 4      | Frankrijk  | 0    | 4      | 3     | 7      |
| 5      | Cuba       | 0    | 1      | 2     | 3      |
| totaal | totaal     | 10   | 10     | 10    | 30     |

N.B.: Omdat het om een demonstratiesport ging, tellen de medailles niet mee voor het medailleklassement.
Parijs 1900 · 
Parijs 1924 (demonstratie) · 
Mexico-stad 1968 (demonstratie) · 
Barcelona 1992 (demonstratie)
Olympische medaillewinnaars
Atletiek · Badminton · Basketbal · Boksen · Boogschieten · Gewichtheffen · Gymnastiek · Handbal · Hockey · Honkbal · Judo · Kanovaren · Moderne vijfkamp · Paardensport · Pelota (demonstratie) · Roeien · Rolhockey (demonstratie) · Schermen · Schietsport · Schoonspringen · Synchroonzwemmen · Taekwondo (demonstratie) · Tafeltennis · Tennis · Voetbal · Volleybal · Waterpolo · Wielersport · Worstelen · Zeilen · Zwemmen